# Twenty Eight
«Twenty Eight» es una canción del cantante canadiense The Weeknd. Fue grabado en Site Sound Studios y mezclado en Liberty Studios en Toronto. El productor Doc McKinney e Illangelo coescribieron la canción y realizaron toda la instrumentación.
La canción fue una de las tres pistas adicionales, incluidas al final de cada disco del álbum compilatorio Trilogy de The Weeknd en 2012. Fue lanzada como el segundo sencillo para dicho trabajo discográfico, en formato digital el 10 de diciembre de 2012, por XO y Republic Records.

## Lista de canciones
| Descarga digital |                |              |              |          |  |
| N.º              | Título         | Escritor(es) | Productor(s) | Duración |  |
| 1.               | «Twenty Eight» | Abel Tesfaye | Doc McKinney | 4:18     |  |

## Personal
Créditos adaptados de las notas del álbum Trilogy.
- The Weeknd – compositor, artista principal
- Doc McKinney – compositor, instrumentación, productor
- Carlo "Illangelo" Montagnese – compositor, instrumentación, mezcla, productor

## Posicionamiento
| Lista (2012-13)                      | Mejor posición |
| ------------------------------------ | -------------- |
| UK Singles (Official Charts Company) | 150            |
| R&B/Hip-hop Digital Song Sales       | 49             |